# Юта Клариция от Тюрингия
Юта Клариция или Юдит Швабска (на немски: Jutta Claricia von Thüringen, Judith von Schwaben, * 1133/1134, † 7 юли 1191) от фамилията Хоенщауфен е съпруга на Лудвиг II Железния, ландграф на Тюрингия.
Юта е дъщеря на Фридрих II (херцог на Швабия) и втората му съпруга Агнес от Саарбрюкен, дъщеря на граф Фридрих в Сааргау. Тя е полусестра на император Фридрих I Барбароса (1122–1190).
През 1150 г. Юта Клариция Швабска се омъжва за Лудвиг II Железния († 14 октомври 1172) от фамилията Лудовинги. През 1168 г. тя започва строежа на замък Рунебург към Вайсензе, който става резиденция на графовете на Тюрингия.
Тя умира на 7 юли 1191 г. и е погребана до съпруга си в манастир Райнхардсбрун.

## Деца
- Лудвиг III (* 1151, † 1190, Кипър), ландграф на Тюрингия от 1172 г.
- Хайнрих Распе III (* 1155, † 1180), граф на Гуденсберг
- Фридрих (* 1155, † 1229), граф на Цигенхайн
- Херман I (* 1155, † 1217), от 1181 г. пфалцграф на Саксония и от 1190 г. ландграф на Тюрингия
- Юта, омъжена за Херман II, граф на Равенсберг († 1221)